# Суперсемейство ионных транспортёров
Суперсемейство ионных транспортёров (ИТ) — суперсемейство вторичных носителей, которые переносят заряженные субстраты.

## Семейства
- 2.A.8 — Семейство глюконат-протонных симпортёров(GntP)
- 2.A.11 — Семейство Цитрат-Mg 2:H+ (CitM)/Цитрат-Ca 2+ :H+ симпортёров (CitH)
- 2.A.13 — Семейство поглощения C4-Дикарбоксилата (Dcu)
- 2.A.14 — Семейство лактатпермеазы (LctP)
- 2.A.34 — Семейство NhaB Na+:H+ антипортеров (NhaB)
- 2.A.35 — Семейство NhaC Na+:H+ антипортеров (NhaC)
- 2.A.45 — Семейство выделений арсенит-антимонита (ArsB)
- 2.A.47 — Семейство симпортёров дивалентных анионов: Na+ (DASS)
- 2.A.61 — Семейство C4-дикарбоксилатного поглощения C (DcuC)
- 2.A.62 — Семейство NhaD Na+:H+ антипортеров (NhaD)
- 2.A.68 — Семейство транспортёров p-аминобензол-глютамата(AbgT)
- 2.A.94 — Семейство фосфатпермеазы (Pho1)
- 2.A.101 -Семейство поглощения малоната (MatC)
- 2.A.111 — Семейство Na+/H+ антипортеров-Е (NhaE)
- 2.A.118 — Семейство основных аминокислотных антипортеров (ArcD)